# Saltsjöbaden
Saltsjöbaden est une localité touristique appartenant à la commune de Nacka, dans le comté de Stockholm, dans la province de Södermanland, en Suède. Située sur la mer Baltique à 15 km au sud-est de Stockholm, elle compte 9 491 habitants en 2010.

## Histoire

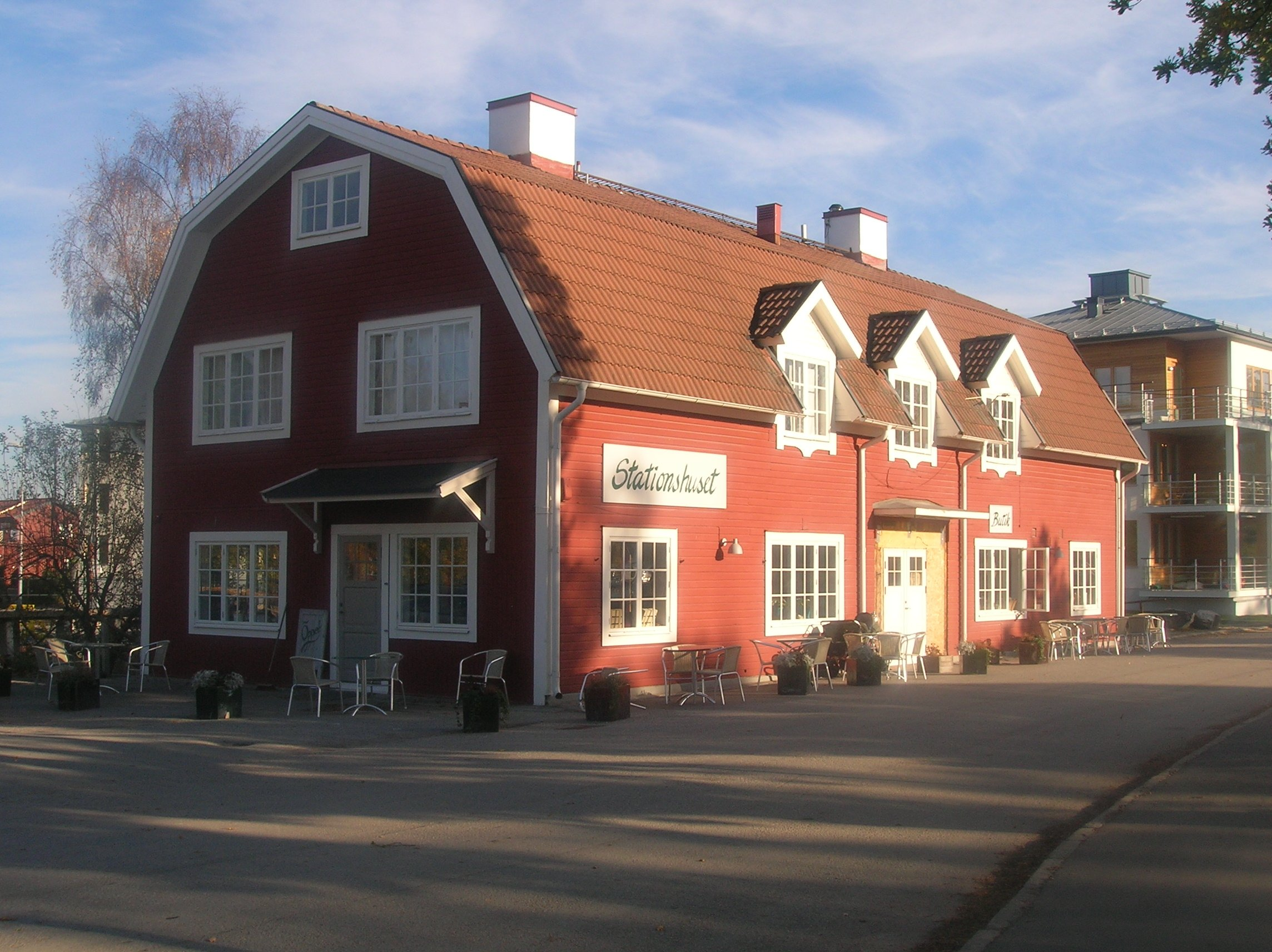
L'ancienne gare, en bois, devenue restaurant.

En 1891 le banquier Knut Agathon Wallenberg acquiert des terrains dépendant des anciennes paroisses rurales de Nacka et Tyresö, situés sur une presqu'île au fond d'une baie de la Baltique dans un pittoresque cadre naturel. Parallèlement il fait construire une voie ferrée reliant ce site à la capitale suédoise, et appelée Stockholm-Saltsjöns Järnväg, littéralement « Chemin de fer de Stockholm à la mer salée » (devenue par la suite Saltsjöbanan).
L'idée est d'investir dans une luxueuse station balnéaire maritime, celle-ci et la ligne ferroviaire se valorisant l'une l'autre. Dès 1893, le Grand Hôtel ouvre ses portes, et la liaison ferroviaire est inaugurée. Le site, qui s'appelait originellement Rösunda, est vite rebaptisé Saltsjöbaden, soit « Mer salée les bains ». Les eaux bénéficient en effet d'une salinité relativement élevée eu égard à la situation au sein de l'archipel de Stockholm.
Vont s'agglomérer à cet endroit restaurants, riches villas de la haute société, établissements de soins, dont un grand sanatorium. Saltsjöbaden devient vite une véritable petite ville, avec son groupe scolaire et son église (Uppenbarelsekyrkan, ouverte en 1913), et même des activités comme la construction de bateaux de plaisance. La localité arrive déjà à 2 255 habitants fin 1914.
Saltsjöbaden est resté un lieu de villégiature très apprécié grâce à son cadre protégé, un centre d'activités sportives et de loisirs (yachting, golf, ski de fond, patinage), et aussi un rendez-vous des classes les plus aisées, étant donné les tarifs prohibitifs de l'immobilier.

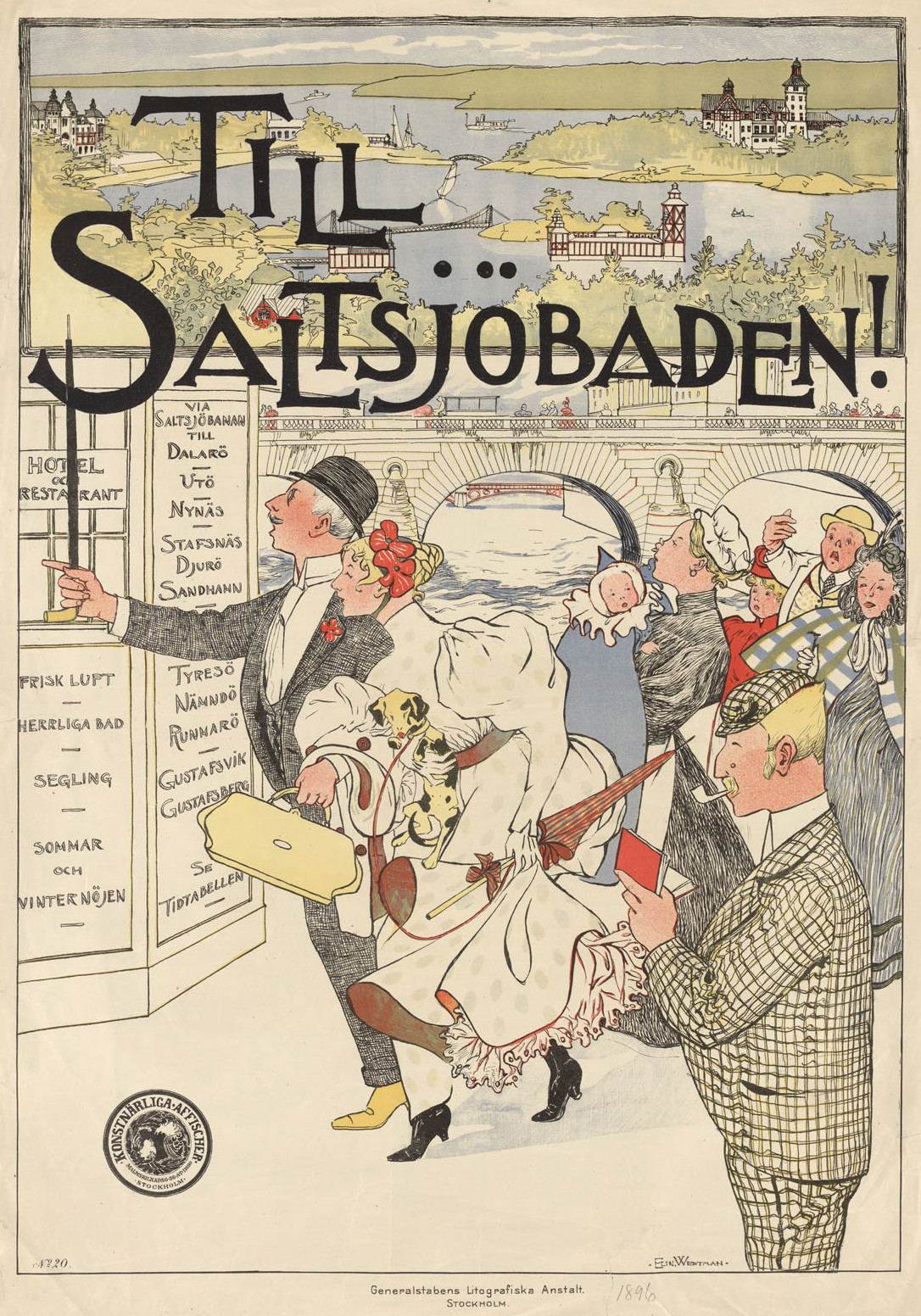
Publicité de 1896 pour Saltsjöbaden et le train qui y conduit.

## Personnalité
- Sture Stork (1930-2002), champion olympique en voile à Melbourne, en 1956, est né à Saltsjöbaden.
- Felix Monsén, skieur alpin, y est né en 1994.

## Divers
- C'est au Grand Hôtel de la ville qu'ont été signés en 1938, entre la confédération des employeurs (SAF) et celle des syndicats ouvriers (LO), les historiques Accords de Saltsjöbaden, qui ont jeté les bases du modèle social suédois en instaurant la concertation au sommet comme au niveau des entreprises entre les partenaires sociaux sans interférence des pouvoirs publics.

- Le Grand Hôtel de Saltsjöbaden a aussi abrité des rencontres annuelles du Groupe Bilderberg à trois reprises, en 1962, 1973 et 1984.

- Dans le monde des échecs, Saltsjöbaden est connu pour le tournoi interzonal de 1948 gagné par le Soviétique David Bronstein, et pour le tournoi interzonal de 1952 gagné par le Soviétique Alexandre Kotov.

- (sv) Cet article est partiellement ou en totalité issu de l’article de Wikipédia en suédois intitulé « Saltsjöbaden » (voir la liste des auteurs).